# Radnice v Bílině
Radnice je secesní stavba v Bílině v okrese Teplice v Ústeckém kraji, která byla postavená v letech 1908–1911. Od roku 2009 je budova bílinské radnice  chráněna jako kulturní památka.

## Historie

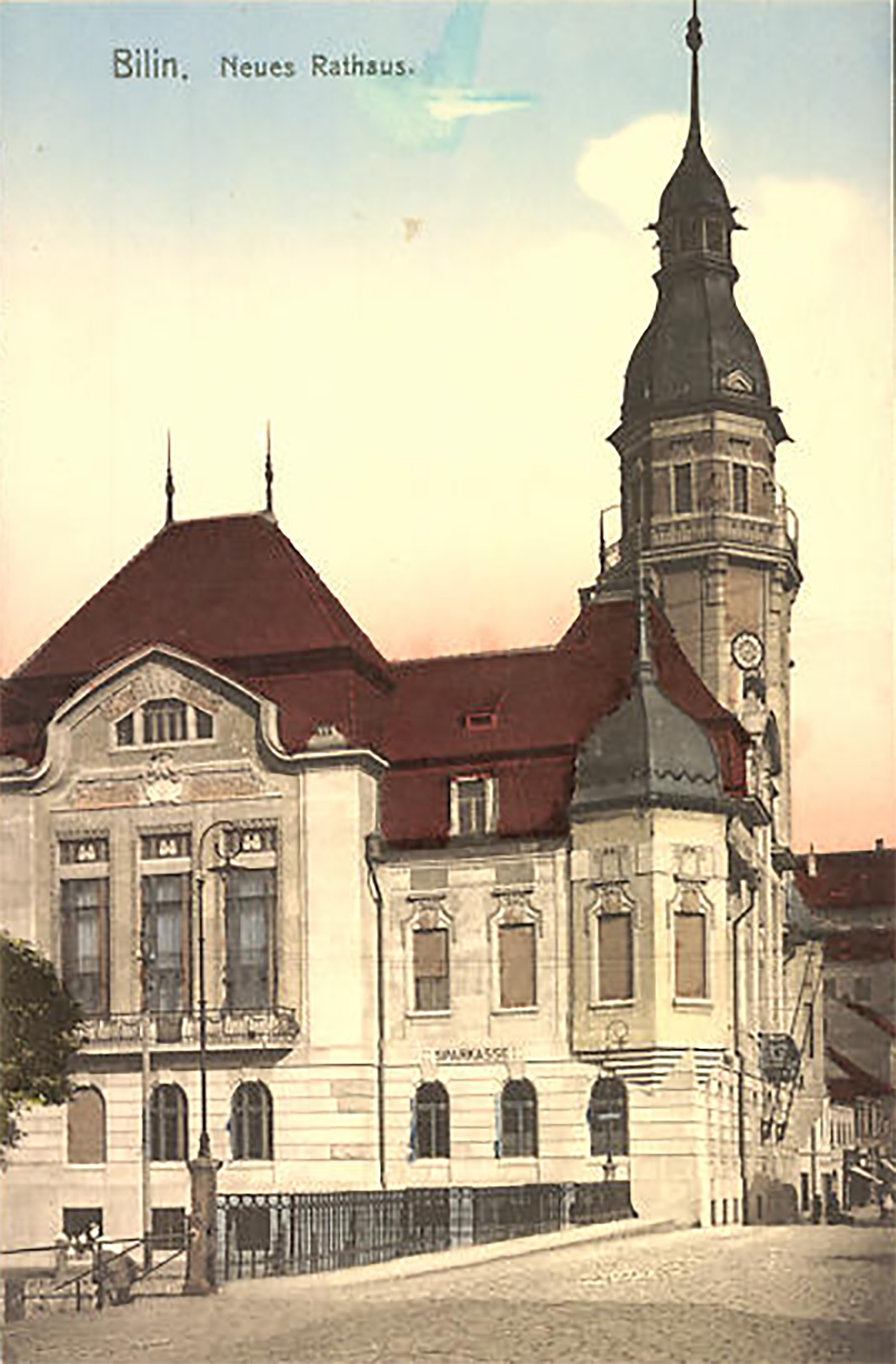
Radnice v roce 1911

Zásluhy o postavení nové radniční budovy v Bílině se přičítají městské spořitelně a starostovi, kterým byl Josef Schmettan. Ten v roce 1905 přišel s myšlenkou na vybudování radnice na rohu Elisabethgasse (dnes Želivského) a Motalstraße (dnes Břežánská). S požadavkem na vypracování plánů oslovil vídeňského architekta Franze Neumanna, který se podílel na stavbě jeho vily v Bílině a byl stavitelem takových budov jako např. liberecké a frýdlantské radnice, kostela sv. Antonína ve Vídni, budovy děčínské spořitelny aj. Realizace však musela být, pro finanční náročnost projektu, odsunuta. Vedení města ale nehodlalo od této myšlenky ustoupit, a tak hledalo cesty, jak stavbu zafinancovat. V roce 1907 přišel člen městské rady a ředitel kanceláře spořitelny Med. Dr. Hugo Tropschuh s návrhem požádat státní místodržitelství v Praze o věnování částky 400 000 korun, s tím, že radnice bude postavena k uctění 60. výročí vlády císaře Františka Josefa I. a ponese jeho jméno. Jak se ukázalo, byl to výborný nápad, pražské místodržitelství žádosti vyhovělo, a tak 13. prosince 1907 byla bílinská spořitelna vyrozuměna, že jí ministerstvo vnitra udělilo povolení. Mezitím ale zemřel původní architekt Franz Neumann a provedení plánů převzala firma architektů Troll & Stoppel ve Vídni. Tato firma předložila předběžnou kalkulaci nákladů, ze které však bylo patrné, že částka věnovaná pražským místodržitelstvím nebude na výstavbu radnice zdaleka stačit. A znovu bylo vedení města i spořitelny postaveno před problém, zda takto nákladnou stavbu realizovat. Stavba byla nakonec rozdělena na dvě části – na hlavní budovu s vchodem v Motalstraße (dnešní Břežánská) a na činžovní dům s vchodem v Elisabethgasse (dnešní Želivského). K úhradě nákladů na stavbu hlavní budovy se využila původní částka 400 000 korun a činžovní dům zafinancovalo město. Plány na stavbu radnice byly předány k přepracování architektu Friedrichu Kickovi profesoru na Německé vysoké škole technické v Praze. Ten původní plány Franze Neumanna částečně zmodernizoval. Slavnostní položení základního kamene se uskutečnilo 2. prosince 1908 a první zasedání městské rady v nově postavené budově radnice se konalo 18. srpna 1911. 

## Architektura
Součástí budovy je 63 metrů vysoká radniční věž s hodinami, ze které je pohled na náměstí, most přes řeku Bílinu a zámek. Věž je hlavní dominantou radnice a je protikladem k horizontálně položenému zámku. Vnější vzhled stavby tvoří především malebné seskupení střech, které mají rozdílný vzhled. Ke stavbě byla jako materiál použita částečně žula, částečně pískovec i umělý kámen, střecha věže a arkýřové střechy jsou pokryty pravou mědí. Radnice byla navržena jako polyfunkční budova, v době jejího vzniku zde sídlila hned celá řada institucí.
Hlavním vchodem, který se nachází v Břežánské ulici se dostaneme schodištěm z vestibulu do prvního poschodí. Vedle hlavního schodiště v prvním poschodí se nacházejí ještě jedny schody, které spojují vyšší poschodí traktu až do věže. Do té vede široké a pohodlné věžní schodiště, které se obtáčí kolem obvodových stěn. Na věžním plášti se nacházejí ciferníky hodin. Vyhlídkový ochoz je ve výšce 37 metrů. Věž je zakončena cibulovitou bání se špicí a její celková výška je 63 metrů. Vestibul a schodiště zdobí nástěnná svítidla a lustry, vestibul se pyšní 195 cm vysokým lustrem v 1. patře je dominantou lustr nástropní.
První patro radnice je provedeno jako reprezentativní místo, právě zde se nachází pracovny starostky, místostarostky, tajemníka městského úřadu, dále obřadní síň a malá zasedací místnost. Pak je tu ještě matrika a kanceláře hned několika odborů městského úřadu. V pracovně starostky jsou původní dřevěné obklady s vestavěnými skříněmi, původní jsou i okna a vitráže. Ozdobou této kanceláře je secesní osmistěnný lustr, který je součástí památkově chráněného souboru svítidel na radnici. Je zavěšen na čtyřech řetězech a čtyřech zdobených šňůrách, jeho výška je 163 cm a půdorysný rozměr osmistěnu 70 × 70 cm.
Reprezentativním prostorem radnice je obřadní síň s galerií, vysoká přes dvě patra a zdobená štuky a reliéfy. Ozdobou obřadní síně jsou secesní lustry vyrobené pasířsky z mědi (převážně z měděného plechu). Po obvodu obřadní síně je umístěno dvacet nástěnných svítidel.
V nejvyšším patře radnice byly původně služební byty, dnes jsou zde kanceláře městského úřadu. V přízemí radnice sídlil důchodový úřad a městská spořitelna, v současnosti tu najdeme podatelnu a kanceláře hned několika odborů městského úřadu. Boční vchod z ulice Želivského vedl původně do činžovního domu, v současné době zde sídlí městská policie a odbor školství, kultury a sportu. Radnice má také boční vchod z ulice M. Majerové, kterým se vstupuje k výtahu a do velké zasedací síně, kde se konalo první zasedání zastupitelstva v dubnu 2004.
K rekonstrukcím či opravám radnice, kterých bylo během let hned několik, bylo vždy přistupováno citlivě a s ohledem na historickou hodnotu budovy. Proto také mohla být budova radnice v roce 2009 prohlášena kulturní památkou s odůvodněním, že se jedná o autenticky zachovalé kvalitní secesní architektonické dílo s dochovanými původními okenními výplněmi, původní dispozicí a výzdobou interiéru. Ministerstvo kultury pak rovněž prohlásilo za kulturní památku i soubor původních secesních svítidel s tím, že se jedná o výjimečnou ukázku uměleckořemeslné práce.
Radnice je dnes sídlem městského úřadu a městské policie, v suterénu věže se nachází informační centrum s Galerií pod Věží.